# 太陽電気推進

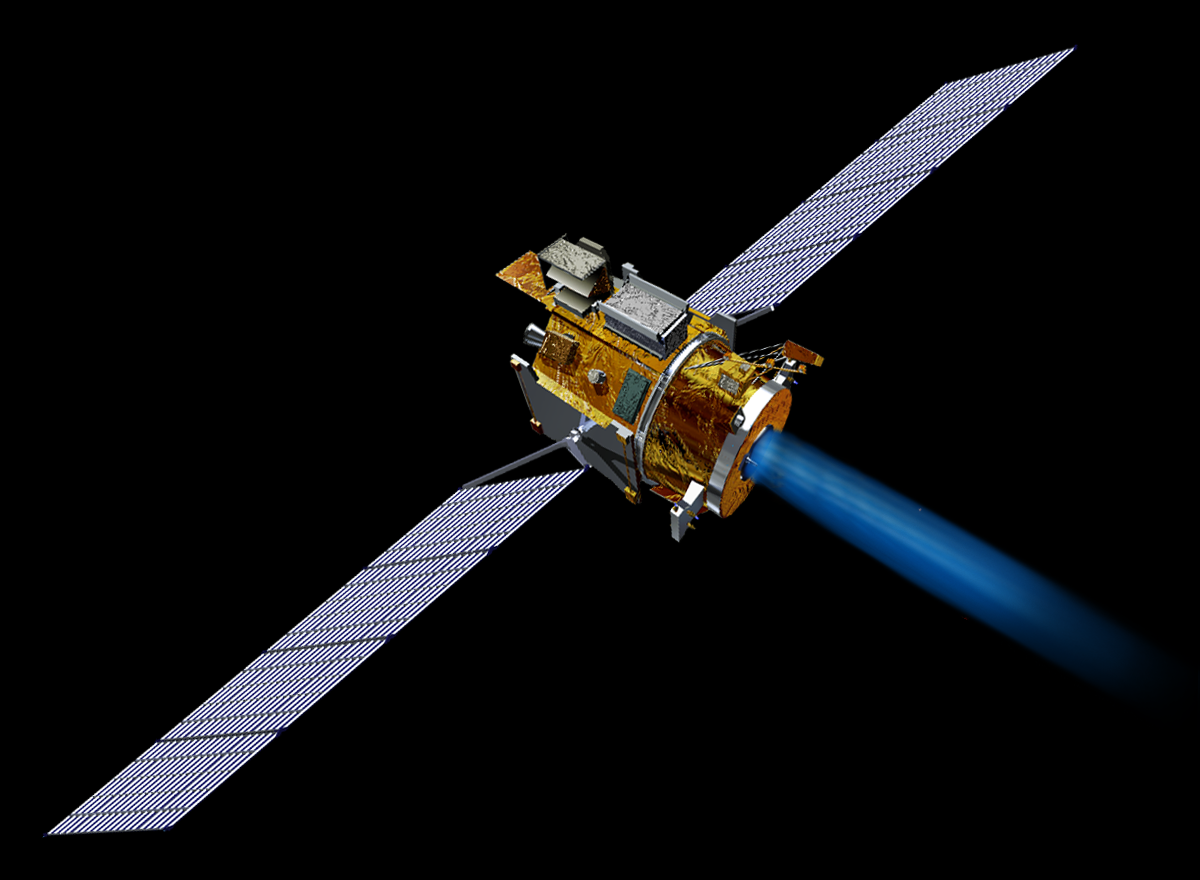
太陽電池設計の主要な側面である、ソーラーパネルとイオンエンジン（青い排気）の両方を示す、ディープスペース1号。
太陽エネルギーは、宇宙船バス内の化学電池に一時的に蓄えられることもある。

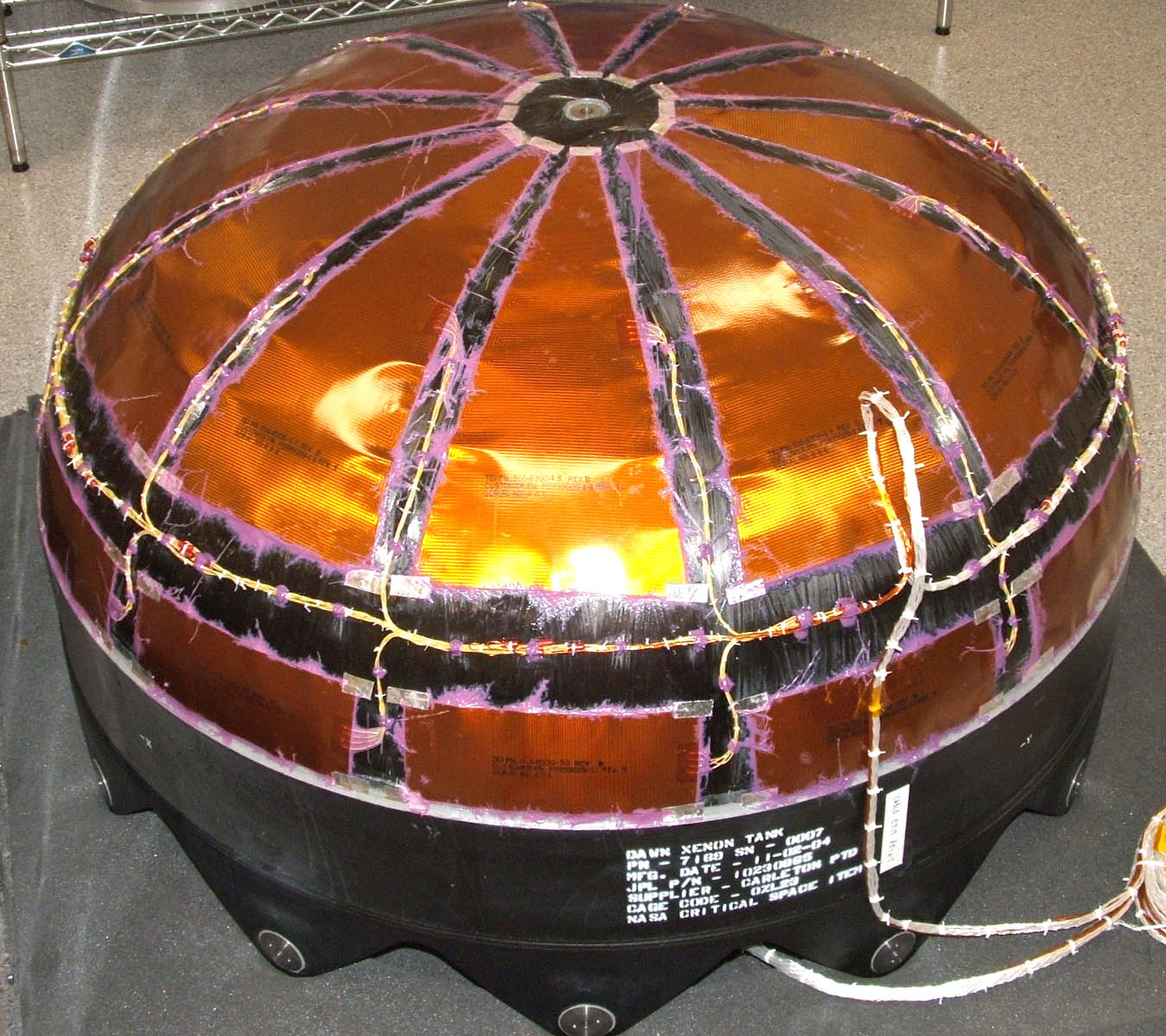
宇宙船と統合する前のドーン宇宙船のキセノンタンク。キセノンは、21世紀初頭に2つの異なる小惑星を周回する宇宙船の太陽光発電イオン駆動の推進剤。

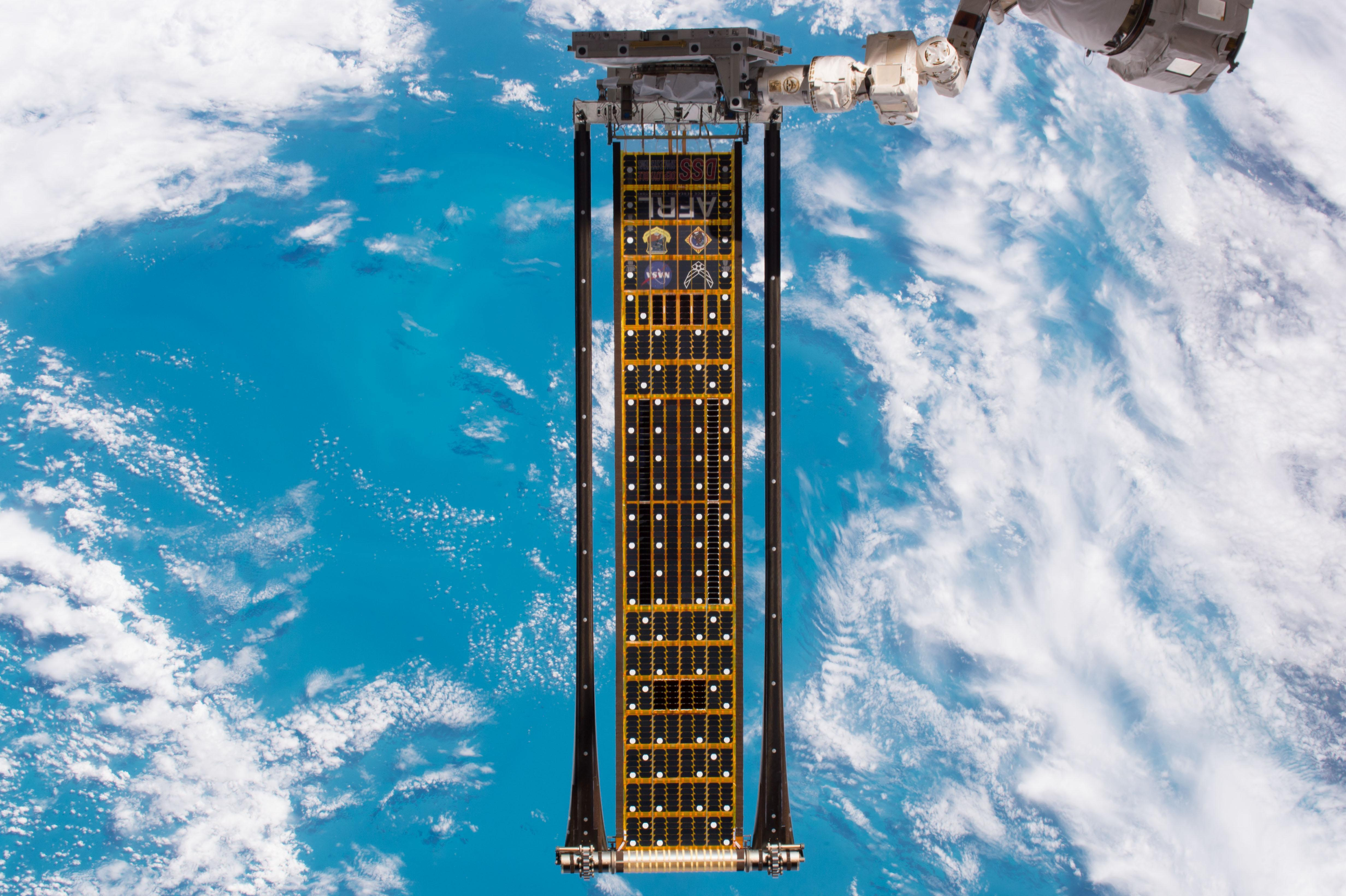
国際宇宙ステーション（ISS）の地球軌道でテストされたロールアウトソーラーパネル（2017年）

太陽電気推進（たいようでんきすいしん、英語: Solar electric propulsion (SEP) ）は、太陽電池と電気スラスターを組み合わせて宇宙船を宇宙空間に推進することを指す。この技術は、欧州宇宙機関（ESA）、JAXA（日本の宇宙機関）、インド宇宙研究機関（ISRO）、NASAによってさまざまな宇宙船で利用されている。SEPは通常の化学ロケットよりも比推力が非常に高いため、宇宙船に搭載する推進剤の必要量が少なくて済み、火星へのミッションについて評価されている。

## ミッション例
- 水星へのベピ・コロンボミッション（打ち上げ） [3]
- 準惑星ケレスと小惑星ベスタへの探査機ドーン（完了）
- 小惑星ブライユとボレリー彗星へのディープ・スペース1号（完了）
- EMISAT（英語版）軍事偵察（打ち上げ）
- 小惑星イトカワへの探査機はやぶさ（完了）
- 小惑星リュウグウへの探査機はやぶさ2（主任務完了、延長任務継続中）
- 小惑星プシケへの探査機サイキ（建造中）
- 月軌道プラットフォームゲートウェイ（建造中）

## 電気推進技術
- レジストジェット・ロケット
- イオンスラスター
  - 高出力電気推進（英語版）
- パルスプラズマスラスタ
- ホール効果スラスタ
- 磁気プラズマダイナミックスラスター
- 電界放出電気推進（英語版）
- 比推力可変型プラズマ推進機（VASMIR）